# Брамштетлунд
Брамштетлунд (њем. Bramstedtlund) општина је у њемачкој савезној држави Шлезвиг-Холштајн. Једно је од 132 општинска средишта округа Нордфризланд. Према процјени из 2010. у општини је живјело 220 становника. Посједује регионалну шифру (AGS) 1054018.

## Географски и демографски подаци
Брамштетлунд се налази у савезној држави Шлезвиг-Холштајн у округу Нордфризланд. Општина се налази на надморској висини од 14 метара. Површина општине износи 13,8 km². У самом мјесту је, према процјени из 2010. године, живјело 220 становника. Просјечна густина становништва износи 16 становника/km².